# 坎布塔尔
坎布塔尔是巴拿马洛斯桑托斯省托诺西区的一个城市，2010年的人口为511人。该市成立于1998年7月29日，2000年时人口为452人。